# دی گری-من
دی. گری-من (ژاپنی: ディー・グレイマン هپبورن: Dī Gureiman) یک مجموعه مانگا ژاپنی در حال پخش که توسط کاتسورا هوشینو نوشته و طراحی شده است. داستان دی. گری-من حول محور پسری با چشمی نفرین شده به نام آلن واکر است. او یکی از اعضای محفل سیاه (سازمان جن‌گیری) است که وظیفه آن‌ها نابودی موجودات شیطانی به نام آکوما و رهبر آن‌ها شخصی به نام «میلنیوم ارل»، با استفاده از یک شیء باستانی ضد شیطانی، به نام اینوسنس است. مانگای این مجموعه توسط انتشارات شوئیشا از ۳۱ مه ۲۰۰۴ در هفته‌نامه شونن جامپ به چاپ می‌رسید، سپس مجموعه در نوامبر ۲۰۰۹ از انتشار هفتگی به ماهانه تغییر کرد و از آن پس در ماهنامهٔ شونن مانگا جامپ اسکوئر منتشر شد و تا به حال ۲۸ جلد تانکوبون از آن به چاپ رسیده است.
بر پایه نسخه مانگا، یک مجموعه تلویزیونی انیمه ۱۰۳ قسمتی نیز توسط استودیوی توکیو مووی شینشا در ژاپن دستمایه اقتباس قرار گرفت که پخش آن از ۳ اکتبر ۲۰۰۶ شروع شده و تا ۳۰ سپتامبر ۲۰۰۸ ادامه داشت. نسخه جدید مجموعه انیمه نیز به تعداد ۱۳ قسمت و با عنوان دی. گری-من هالو، از ژوئیه تا سپتامبر ۲۰۱۶ پخش شد، و خالق این مجموعه کاتسورا هوشینو تأیید کرد این سری از پایان نسخه اصلی انیمه در سال ۲۰۰۸ آغاز می‌شود و تمایلی برای راه‌اندازی مجدد این مجموعه ندارد.

## داستان
آکوما، هیولاهایی بودند که از ارواح ناخواسته‌ای که توسط معشوقشان یا کسی که آن‌ها را دوست دارد، دوباره به این جهان فراخوانده می‌شدند و همه آن‌ها ابزاری برای میلنیوم ارل به‌شمار می‌رفتند که جهان و بشریت را نابود سازد. آلن واکر پسری جوان که چشم نفرین شده او توانایی دیدن شکل اصلی آکوماها را دارد و با داشتن سلاحی ضد آکوما در دست چپش به مبارزه می‌پردازد. او همچنین یکی از معدود افرادی است که دارای شیء ضد شیطانی به نام اینوسنس می‌باشد که به او اجازه کشتن آکوماها و جنگ با ارل را می‌داد. آلن با دارا بودن این قدرت‌ها و به دستور استاد خود کراس ماریان به سازمان جن‌گیری پیوست تا جلوی نابود شدن دنیا توسط میلینیوم ارل را بگیرد. در این میان، ارل نیز تصمیم گرفت خانواده‌ای به نام نووا را فراخواند. آن‌ها نسل برتری از انسان‌ها بودند که توانایی نابود ساختن اینوسنس را داشتند. هر دو طرف شروع به جستجوی قلب کردند که قدرتمندترین تکهٔ ایونوسنس به‌شمار می‌رفت و به دست هر سمت می‌افتاد پیروزی از آن بود.

## شخصیت‌ها
آلن واکر (アレン・ウォーカー Aren Wōkā)
صداگذاری شده توسط: سانائه کوبایاشی (ژاپنی); تاد هابرکورن (انگلیسی)
شخصیت اصلی داستان پسری ۱۵ ساله و خوش قلب که به سازمان جن‌گیری برای نابود کردن آکوماها پیوست. آلن هنگامی که نوزاد بود، پدر و مادرش به خاطر دست عجیبش که تغییر شکل می‌داد او را ترک کردند. یک سرگرم‌کننده مسافر به نام مانا واکر در روز کریسمس او را پیدا کرده و به فرزندی قبول می‌کند. اما مانا دچار بیماری سختی شده و هنگامی که آلن تنها ۱۲ سال داشت، درگذشت. سپس آلن به کمک ارل او را تبدیل به یک آکوما می‌کند. مانا با عصبانیت از او می‌پرسد، چرا مرا تبدیل به یک آکوما کردی، و ارل از مانا می‌خواهد آلن را بکشد و در بدن او زندگی کند، مانا نیز با ضربه‌ای که به چشم آلن می‌زند آن را طلسم می‌کند و به یکباره دست آلن تبدیل به سلاحی شده و مانا را از بین می‌برد. بعد از این ماجرا آلن توسط یک ژنرال به نام کراس ماریان پیدا شده و تصمیم به تعلیم او می‌گیرد تا به یک جن‌گیر تبدیل شود. سه سال بعد، آلن به سازمان بلک اوردر می‌پیوندد. در آنجا آلن از وجود یک شیء باستانی به نام اینوسنس باخبر می‌شود که از آن می‌توان برای شکست دادن ارل استفاده کرد. آلن نیز به تیم جستجو می‌پیوندد تا با کمک همکاران جن‌گیر خود برای یافتن تکه‌های اینوسنس تلاش کنند.
لینالی لی (به ژاپنی: リナリー・リー Rinarī Rī) یک دختر ۱۶ ساله که خانواده او توسط آکوما کشته شدند و او را از بچگی مجبور کردند به یک جن‌گیر تبدیل شود. او از جن گیرهای مشغول به کار در شعبهٔ اروپایی، سازمان سیاه و خواهر کوچکتر افسر ارشد سازمان سیاه، کوموی لی است. لینالی دختر جوان و مهربانی است که دوستان خود را به عنوان خانواده‌اش بیشتر از هر چیز دیگری در این دنیا دوست دارد. در حقیقت دنیای لینالی متشکل شده از افرادی که در اطراف او هستند و هنگامی که کسی را از دست می‌دهد به مانند این می‌ماند که بخشی از دنیای او نابود شده است. به دلیل این خصوصیت اخلاقی خیلی زود عصبانی شده خصوصاً اگر دوستان و خانواده‌اش ریسک بکنند که از نظر او ارزش ریسک کردن را نداشته باشد. به خاطر گذشتهٔ پر رنجش وقتی با افرادی مواجه می‌شود که بخشی از گذشتهٔ تاریکش هستند خیلی سریع می‌خواهد فرار کند. از بعضی از مافوق‌های خود و ایده‌های آن‌ها متنفر است و حتی یکبار به این نکته اشاره کرد که از خدا هم متنفر است. لینالی به همراه آلن برای پیدا کردن تکه‌های اینوسنس فرستاده می‌شود. اینوسنس لینالی چکمه‌های او با نام دارک بوت هستند که وقتی فعال می‌شوند به او سرعت و قدرت فراوانی می‌دهند. اگرچه لینالی اشاره دارد که آن‌ها سنگین و هنگام پوشیدن دردآور هستند.
لاوی (به ژاپنی: ラビ Rabi) پسری ۱۸ ساله با موهایی قرمز رنگ و از نژادی مختلط (ترکیبی) است. او قصد دارد یک کتاب‌دار شود، کسی که سوابق تاریخی مخفی دنیا را در اختیار دارد. لاوی چهل و نهمین نفری است که قرار است این وظیفه را به عهده بگیرد. کار او در راستای کارهای محفل سیاه است و باید به وقایع و رویدادها نزدیک باشد و به مرور بیشتر به دوستان خود در محفل سیاه وابسته می‌شود و کتابداری او به تدریج تحت شعاع این دوستی قرار می‌گیرد. در قسمتی از داستان لاوی و کتابدار به وسیلهٔ خانوادهٔ نوح دزدیده می‌شوند تا از آن‌ها دربارهٔ چهاردهمین نوح اطلاعات کسب کنند. سلاح آکومایی او «تتسویی» نام دارد و شبیه چکشی است که در هنگام مبارزه بسیار بزرگ می‌شود و قادر به تغییر اندازه است. این سلاح به لاوی اجازه می‌دهد تا از مهر و موم برای کنترل همهٔ عناصر استفاده کند.
یو کاندا (به ژاپنی: 神田ユウ Kanda Yū) یک پسر ۱۹ ساله دارای روابط اجتماعی ضعیف است. سلاح ضد آکومای او شمشیری به اسم موگن است.
سه سال قبل از شروع داستان او به همراه دختری که دوست دارد کشته می‌شود و مغز او به شعبه آسیایی منتقل می‌شود و در بدن جدیدی به عنوان جن‌گیر گذاشته می‌شود.
کروس ماریان (به ژاپنی: クロス・マリアン Kurosu Marian) یکی از جن‌گیرهای سازمان سیاه که دارای مقام ژنرالی است. ژنرال کروس استاد آلن واکر است و تنها کسی است که از نیت واقعی مانا واکر در مورد آلن با خبر است. ژنرال کروس مردی زن پرست بود که به قمار بازی و شرب خمر علاقهٔ بسیار داشت. وقتی که قمار بازی می‌کرد یک شرط عجیب می‌گذاشت و اگر بازی را می‌باخت هیچ وقت شرط را پرداخت نمی‌کرد و دردسر قمار بازی‌اش همیشه بر گردن آلن یا هر کس دیگری که همراهش بود می‌افتاد. ژنرال کروس همیشه شاگردش (آلن) را مجبور به مبارزات پی در پی می‌کرد تا او را به عنوان یک جنگجو آماده کند. عاشق خیلی از چیزها بود: زن، پیروزی، پول، و چیزهای قشنگ. اما در میدان نبرد فردی بسیار جدی و سرد است. ژنرال کروس به عنوان یک فرد خشن نشان داده شده است کسی که به سختی خواهش می‌کرد. او معمولاً به آلن «شاگرد احمق» یا «دانش آموز احمق» لقب می‌دهد.
میراندا لوتو (به ژاپنی: ミランダ・ロットー Miranda Rottō) زنی ۲۵ ساله اهل آلمان که پس از اینکه به صورت ندانسته با اینوسنسی که درون یک ساعت بود ارتباط برقرار کرد زمان را به عقب بازمی‌گرداند. او اغلب احساس می‌کرد که فردی به درد نخور است و از هر شغلی که پیدا می‌کرد در نهایت اخراج می‌شد و این دلیلی شد برای افسردگی مزمن وی. با کمک لینالی لی و آلن واکر، او تبدیل به یک جن‌گیر مفید و توانا شد، با این حال هنوز هم فردی مشوش و وحشت زده است. سلاح ضد آکومایی او «تایم رکورد» است، این سلاح بر روی بازوی راست میراندا قرار دارد. این سلاح به او این امکان را می‌دهد تا برای مدت کوتاهی زمان را نگه دارد یا به عقب بازگرداند. برگرداندن زمان باعث می‌شود که هر چیزی به حالت قبلی خود در آن زمان برگردد، مثلاً اگر کسی زخمی شود و او زمان را به قبل از زخمی شدن برگرداند باعث می‌شود که زخم طرف مقابل محو شود، اما وقتی که زمان به حالت عادی خود بازگردد دوباره آن زخم بروز پیدا می‌کند. ضمن اینکه او توانایی این را ندارد که با به عقب کشاندن زمان مرده‌ها را زنده کند.

### خاندان نووا
میلنیوم ارل (به ژاپنی: 千年伯爵 Sennen Hakushaku) شخصیت اصلی منفی داستان و بزرگ خاندان نووا با نام واقعی آدام. او یک جادوگر است و هدف اصلی او نابودی جهان است. او اولین و ظاهراً قویترین پیرو نوح به‌شمار می‌رود. ۷۰۰۰ سال قبل از داستان با حریف ناشناخته‌ای جنگید و پیروز شد. کمی بعد طوفان بزرگی همهٔ بشریت را درنوردید و دومین نسل انسان‌های نوح تأسیس شد. نتیجه‌ای که از این واقعه به دست آمد این بود که همهٔ انسان‌ها به صورت نهفته ژن نوح را در بدن خود دارا هستند. در هر نسل یک بار ژن‌ها و خاطرات نوح سیزدهم بیدار می‌شود و آن‌ها را به نوح تبدیل کرده و قانع می‌کند که با اینوسنس به ارل کمک کنند.
حدود ۳۵ سال پیش نوحی که با اسم «چهاردهمی» شناخته می‌شد، تمامی نوح‌های دیگر به جز رود و ارل را کشت و ارل را تا زمانی که نوح دوباره ظهور کند ترک کرد هر چند که نشان داده شده است که او هنوز بهبودی کامل خود را به دست نیاورده است. چهاردهمی به خانوادهٔ نوح خیانت کرد و به امید به دست آوردن مقام ارل سعی در کشتن او کرد. هرچند این تلاش به کشته شدن چهاردهمی توسط ارل ناکام ماند، اما ارل بعد از آن بدن چهاردهمی را بغل کرد و از او عذر خواهی کرد. نام چهاردهمی نی واکر، عموی آلن واکر و برادر مانا واکر بود.
رُدُ کملوت (به ژاپنی: ロード・キャメロット Rōdo Kyamerotto) اولین نفر در خاندان نووا که در داستان ظاهر می‌شود. با اینکه رُد ظاهری کودکانه دارد اما به عنوان قدیمی‌ترین نووا یا اولین فرزند شناخته می‌شود. در حالی که رفتار او مانند یک نوجوان معمولی است و کارهایی مانند خوردن شیرینی و انجام دادن تکالیفش می‌کند، اما او بسیار خطرناک است و رفتار سادیسم‌واری دارد. در اوایل داستان او اشاره داشت که از انسان‌ها تنفر دارد اما به آلن وابسته شد و حتی در اواخر مجموعه انیمه هنگام دیدن آلن، او را در آغوش گرفت و بوسید.
رد کملوت نهمین پیرو و مرید نوح است. او نشان دهندهٔ رویاهای نوح است. او و ارل تنها نوح‌هایی هستند که از حملهٔ چهاردهمی (نی واکر) در ۳۵ سال اخیر جان سالم به در بردند و قبل از خیانت نی واکر ظاهراً رابطهٔ دوستانه‌ای با هم داشتند. گذشتهٔ رد همانند سن او بیشتر به صورت راز و سربسته باقی‌مانده است. او حداقل ۳۵ سال پیش عضو نوح شده است و در همین حین با چهاردهمین نوح به عنوان یک بوکمن آشنا شده است، وقتی نی واکر به نوح خیانت کرد و برای به دست آوردن مقام میلنیوم ارل سعی در کشتن او کرد، رد تنها کسی بود که علاوه بر ارل زنده ماند. هم‌زمان با تجدید قوای نوح در نسل جدید یکی از نوح‌های تازه به نام شریل کاملت بیدار شده و او را به فرزندی پذیرفت.
تیکی میک (به ژاپنی: ティキ・ミック Tiki Mikku) نام واقعی این شخصیت جوید است اما با نام تیکی میک شناخته می‌شود. وی سومین پیرو نوح است و شباهت بسیاری به چهاردهمین نوح (نیا واکر) دارد. وی نماینده و نشان دهندهٔ «لذت» نوح و برادر کوچکتر شریل کملوت و عموی رُدُ کملوت است. وی به صورت ناخودآگاه نوح خود را سرکوب می‌کند. تیکی دو بخش کاملاً متفاوت را در زندگی خود تجربه کرده است. بخش اول یک بی‌خانمان پرتغالی بود و بخش دوم را به عنوان یکی از اعضای خانوادهٔ نوح می‌گذراند. وی از هر دو بخش متفاوت زندگی‌اش لذت می‌برد اما از این می‌ترسد که دوستانش را از دست بدهد. بعد از تلاش موفقیت‌آمیز آلن واکر برای متوقف کردن نوح، نشان مقدس وی پاک شد و جای خود را به سه نشان دیگر داد. یک نشان بزرگ روی گردن و دو نشان کوچک روی دستش ظاهر شد و به شکل یک شوالیه ظاهر شد. بعد از اینکه به انسانی‌اش بازگشت پوستش خاکستری بود. وی یک توانایی خاص دارد که به او اجازه می‌دهد هر چیزی را که بخواهد قابل لمس کند. به لطف همین توانایی است که می‌تواند روی آب راه برود، در هوا قدم بزند و از هر چیزی به جز اینوسنس عبور کند.
اسکین بولیک (به ژاپنی: スキン・ボリック Sukin Borikku) یک نوح از نژاد آمریکاییست. ۳ سال پیش به خانوادهٔ نوح پیوست. وی هشتمین پیرو نوح است و نام واقعی‌اش (خشم) است. او نماینده و نشان دهنده خشم، و قوی‌ترین خاطرات نوح است. وی حافظه نوح خود را تحت کنترل دارد. او فردی بزرگ با قامتی بلند است و پوستش به رنگ خاکستری است. نشان‌های مقدسش همیشه روی پیشانی‌اش قابل مشاهده است. پس از تجربه خشم نوح و درک کردن درد و رنج اجدادی اش، قسم خورد که خدا و (جن گیرها) را هرگز نبخشد. او در آرک نوح در ادرو به دست یو کاندا کشته شد. قدرت او مبتنی بر جریان الکتریسیته و رعد و برق بود. وقتی از این قدرت استفاده می‌کرد لایه‌ای از پوستش جدا می‌گشت. او به قدرت بدنی خودش بسیار تکیه می‌کرد. پس از مرگ هر نوح ژن او را می‌توان به بدن انسان دیگری که انتخاب شده است منتقل کرد به همین خاطر، ارل و بقیه خاندان نووا به دنبال جانشینی برای اسکیل بولیک بودند تا یک حملهٔ همه‌جانبه را علیه شعبه آمریکای شمالی و محفل سیاه تدارک دهند.
لولو بل (به ژاپنی: ルル・ベル Ruru Beru) دوازدهمین پیرو نوح و نام واقعی او لوستول است. وی نماینده و نشان دهندهٔ هوس نوح است. هرچند در ابتدا تصمیم بر این بود که او در دورهٔ سوم ظاهر شود، مدت‌ها بعد از ظهورش در داستان معرفی نشد. هوشینو قصد داشت تا یک نوح بولند را طراحی کن و فلسفهٔ وجود لولو بل هم به همین خاطر است. طراحی اولیه و نهایی او چندان متفاوت از هم نیست. وقتی در فرم نوحی خود قرار دارد موهایش سیاه است. توانایی او تغییر شکل است. این توانایی به او اجازه می‌دهد تا به هر شکلی که دوست دارد از انسان گرفته تا حیوان، در بیاید. در انیمه اغلب به شکل گربه‌ای سیاه با علامتی که بر پیشانی‌اش قرار دارد نشان داده شده است. او در باز پس‌گیری تخم آکومایی که به وسیلهٔ محفل سیاه گرفته شده بود شکست خورد.
جاسدرو و دیوید (به ژاپنی: ジャスデロ Jasudero و デビット Debitto)
جاسدرو و دیوید در واقع یک نفر هستند که به آن‌ها جاسدوی (جاسودبی) گفته می‌شود. آن‌ها به ترتیب نهمین و دهمین پیروان نوح و نماد پیوند نوح هستند. آن‌ها توانایی «مادی کردن» را دارند. به اینصورت که به صورت هم‌زمان به یک چیز می‌اندیشند و سپس از دو اسلحهٔ یکسان شلیک می‌کنند. این توانایی به آن‌ها اجازه می‌دهد تا اجسام گوناگونی را بسازند. جاسدرو و دیوید با شلیک به یک نفر می‌توانند با هم ادغام شوند و جاسدوی را بسازند. در این حالت آن‌ها کمتر از اسلحه‌شان استفاده کرده و بیشتر با دست خالی به نبرد می‌پردازند. در این حالت موهای جاسدوی بلند شده که خود به عنوان یک سلاح مورد استفاده قرار می‌گیرد.
نیا واکر (به ژاپنی: ネア・ウォー Nea Wōkā) ملقب به چهاردهمی، پیانیست و نوازنده خائن و طرد شده از خانواده نوح است. برادر کوچکتر مانا واکر و عموی آلن واکر است. او تنها کسی است که علاوه بر نهمی از خانوادهٔ نوح و رود کملوت و میلنیوم اِرل توانایی کنترل آرک نوح را دارد.
اطلاعات زیادی دربارهٔ شخصیت نیا در دسترس نیست. او اغلب در برخوردهایی که با آلن دارد به نرمی و آرامی حرف می‌زند و به نظر می‌رسد قصد آسیب رساندن به آلن را ندارد. در حقیقت او از بدن آلن برای دوباره متولد شدن استفاده می‌کند. او برای تولد دوبارهٔ خود مجبور به مقابله با میلنیوم ارل شد. انگیزه نیا برای مقابله با ارل مشخص نیست اگرچه ژنرال کروس دلیل آن را هم صحبتی با آلن اعلام کرده است.
شریل کملوت (به ژاپنی: シェリル・キャメロット Sheriru Kyamerotto) پدر خوانده رد کملوت و برادر تیکی میک وزیر کشور است. وی به همراه همسر نحیف خویش در املاک خودش زندگی می‌کند. نام همسر او تریسیا است. به گفتهٔ تیکی، شریل تنها به خاطر این که رُد را به فرزند خواندگی پذیرفت ازدواج کرد. او دلبستگی خاصی به رد و تیکی دارد. شریل با دخالت و دستکاری شرایط دیپلماتیک اعلام جنگ می‌کند و همین اعلام جنگ منجر به ساخت تعداد بیشتری آکوما می‌شود. تیکی شباهت بسیاری به او دارد. مثل او بلند قامت و موهایی سیاه دارد که آن‌ها را دم اسبی می‌بندد. به نظر می‌رسد قدرت او جابجایی اجسام به وسیلهٔ ارواح است چرا که دیده شده است که اندام هدفی را بدون اینکه به او دست بزند خرد کرد. او چهارمین پیرو نوح و نام واقعی‌اش دیزایرز (امیال و آرزوها) است.